# John Russell (Politiker, 1772)
John Russell (* 7. September 1772 in Branford, Colony of Connecticut; † 2. August 1842 in Cooperstown, New York) war ein US-amerikanischer Arzt und Politiker. Zwischen 1805 und 1809 vertrat er den Bundesstaat New York im US-Repräsentantenhaus.

## Werdegang
John Russell wurde ungefähr drei Jahre vor dem Ausbruch des Unabhängigkeitskrieges in Branford geboren und wuchs dort auf. In dieser Zeit besuchte er öffentliche Schulen. Er zog nach New York, wo er Medizin studierte und eine kurze Zeit in Cooperstown praktizierte. Zwischen 1801 und 1804 arbeitete er als Stadtschreiber (county clerk) im Otsego County.
Als Gegner einer zu starken Zentralregierung schloss er sich in jener Zeit der von Thomas Jefferson gegründeten Demokratisch-Republikanischen Partei an. Bei den Kongresswahlen des Jahres 1804 für den 9. Kongress wurde er im 14. Wahlbezirk von New York in das US-Repräsentantenhaus in Washington, D.C. gewählt, wo er am 4. März 1805 die Nachfolge von Erastus Root antrat. Nach einer erfolgreichen Wiederwahl im Jahr 1806 schied er nach dem 3. März 1809 aus dem Kongress aus.
Bei der Präsidentschaftswahl des Jahres 1812 trat er als Wahlmann (presidential elector) für DeWitt Clinton und Jared Ingersoll an, die beide der Föderalistischen Partei angehörten. Er ging kaufmännischen Geschäften nach. Am 2. August 1842 starb er in Cooperstown und wurde auf dem Christ Churchyard beigesetzt. Ungefähr vier Jahre später brach der Mexikanisch-Amerikanische Krieg aus.